# Дембіна-Осада
Дембіна-Осада (пол. Dębina-Osada; укр. Дубина-Осада) — селище (осада) в Польщі, в Люблінському воєводстві Томашовського повіту, гміни Ульгувек. Дембіна-Осада знаходиться в межах української етнічної території Закерзоння.
Населення — 121 особа (2011).